# 洞富雄

洞富雄

洞富雄（1906年11月14日—2000年3月15日）是日本的歷史學家，專攻領域為日本史。

## 生平
1906年生於長野縣東筑摩郡本城村（現筑北村）。早稻田大學文學部畢業。早稻田大學文學部教授。
他以南京大屠殺研究的先驅為人所知，發表了大量的相關論文，並投注心力編輯了許多相關的資料集。此外他也撰寫了《間宮林藏》等等關於近代日本北方史的著作。